# Millencolin
Millencolin — панк-рок гурт, створений в жовтні 1992 року Еріком Олсон, Матіасом Ферм і Ніколою Шарчевич в Еребру, Швеція. На початку 1993 року до групи приєднався ударник Фредрік Ларзон. Назва «Millencolin» походить від назви скейтборд-трюку «melancholy».

## Біографія

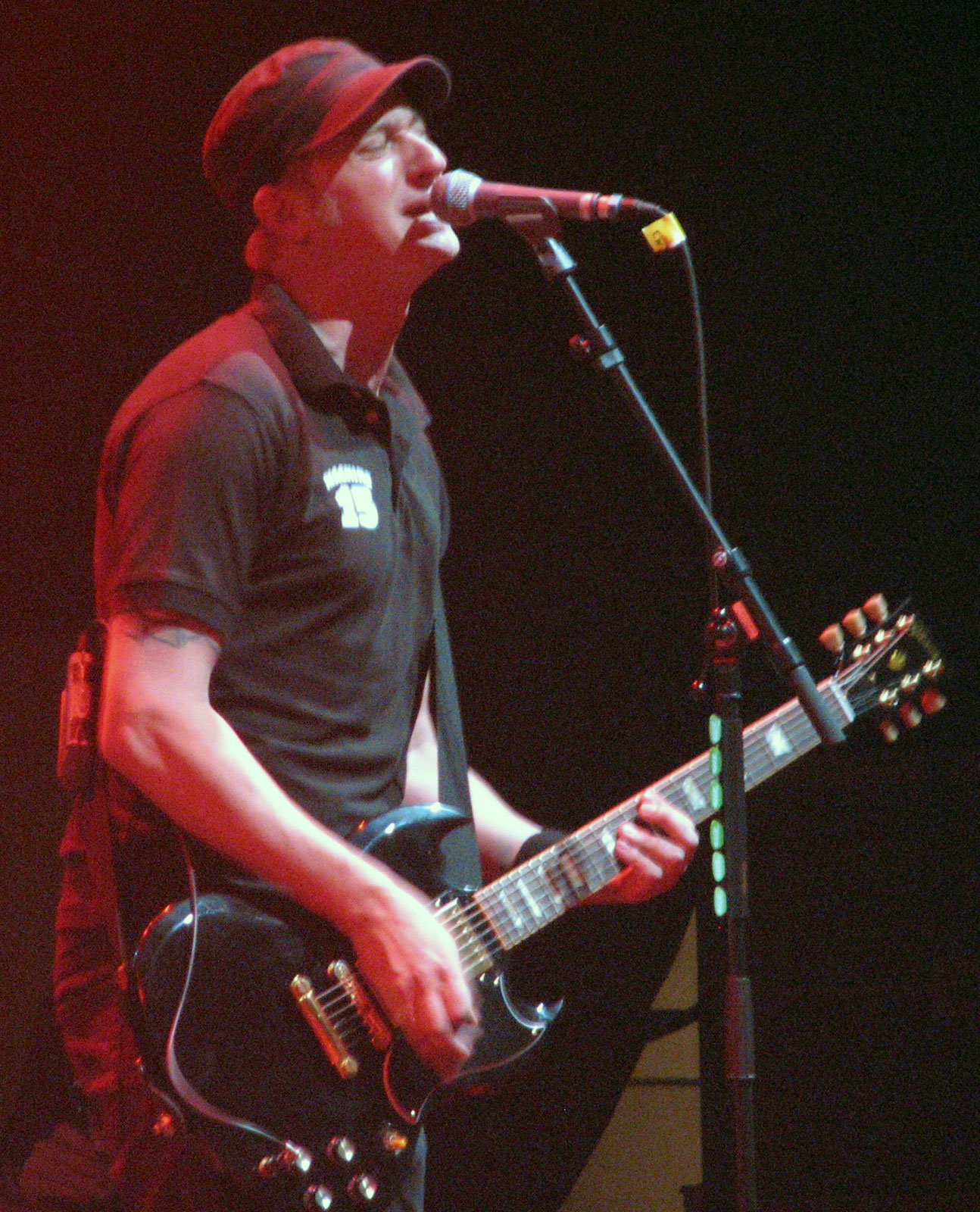
Ерік Олсон

Оригінальний склад, що складається з Сарцевіка (вокал і бас), Олсона (гітара), і Фарма (ударні), випустив свій перший демозапис, Goofy, на початку 1993 року. Незабаром до гурту приєднався Ларзон як ударник, що дозволило Фарм стати другим гітаристом. Влітку 1993 року вони записали друге демо, Melack. Гурт відправив запис в Burning Heart Records, <новий рекорд лейбл, заснований роком раніше. Вони запропонували Millencolin записати сингл, в результаті чого в листопаді 1993 року він був випущений під назвою Use Your Nose. Успіх синглу підштовхнув Burning Heart до пропозиції записати повноцінний альбом. У липні 1994 року гурт випустив Skauch, спочатку планувався як сингл до нового альбому. Однак, гурт вирішив записати чотири кавер-версії включиу їх в альбом. Вони випустили перший великий реліз, Tiny Tunes, в 1994 році. Запис і зведення альбому зайняли всього два тижні.

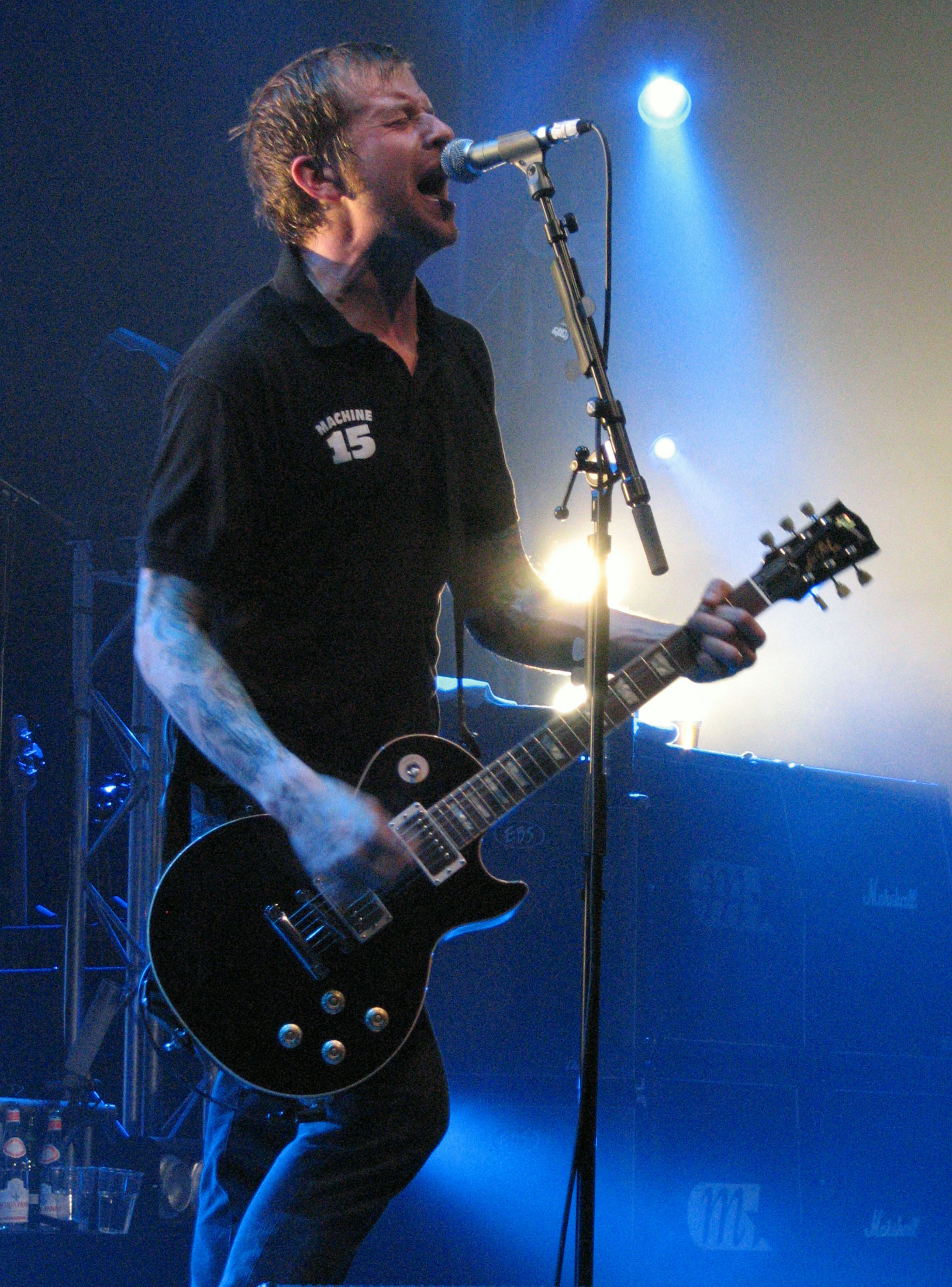
Матіас Ферм

Дебютний альбом відразу зробив гурт однією з центральних фігур на шведській панк-сцені. Пісня «Da Strike» піднімається на 9 місце в національному Шведському хіт-параді, відео на неї крутять по декільком шведським телеканалам і в перший же місяць розпродається близько 20 000 примірників альбому. Хлопці активно катаються по країні з концертами, кількість яких до кінця року перевалює за сотню.
Літо наступного року також стало дуже насиченим для гурту. Вони засвітилися практично на всіх фестах альтернативної музики, які проводилися в той час, а потім вперше відправилися за межі Скандинавії в тур з Pennywise і No Fun At All по Японії і Німеччині. У серпні 95-го гурт приступає до запису своєї другої платівки «Life On A Plate» (1995), реліз якої відбувся в жовтні. Альбом продовжив успіх попереднього диска групи, потрапивши на 4-е місце в національному чарті і ставши в Швеції справжнім хітом. Успіху в чому сприяє активний піар у ЗМІ — «Story Of My Life» та «Move Your Car» щосили крутять по радіо, а відео на ці пісні не сходять з екранів TV. Незабаром гурт вирушає у свій другий Європейський тур, цього разу по Швейцарії, Англії, Франції та Німеччини.
Наприкінці 95-го Бретт Гуревич з Epitaph Records, зацікавившись перспективною шведською командою, підписує контракт з хлопцями на перевидання «Life On A Plate» на своєму лейблі в Штатах. З виходом цього диску, який відбувся в березні 96-го, гурт стає відомим по іншу сторону океану і колесить по всьому світу з концертами. Японія, Австралія, два концертні тури по Штатам та Канаді, кілька європейських літніх фестивалів і південноєвропейських тур — протягом 1996 року гурт дає понад 150 концертів.

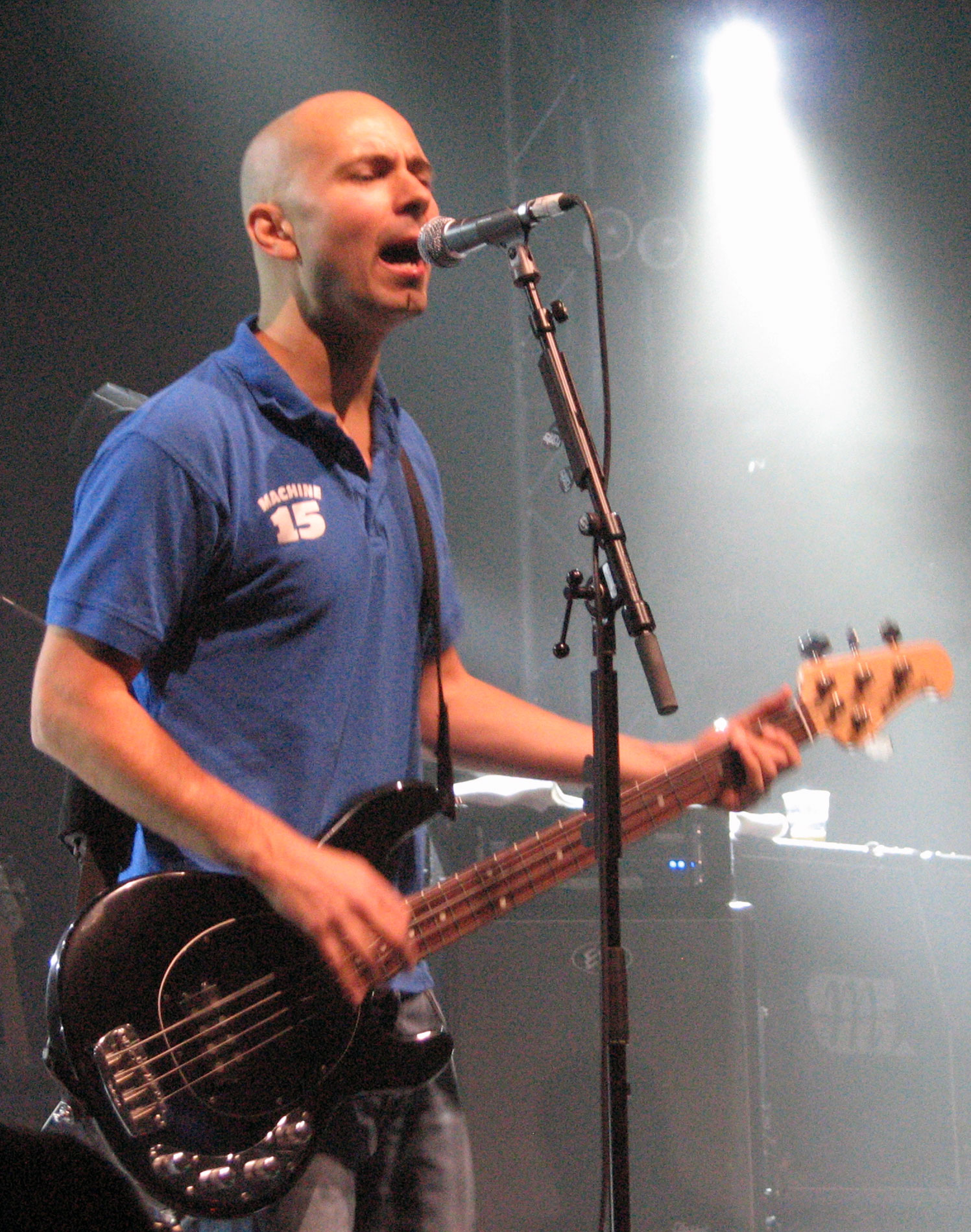
Нікола Шарчевич

На початку 97-го гурт відправляється у свою студію Unisound для запису третього альбому «For Monkeys» (1997) (тобто «для мавпочок», як ласкаво називають своїх слухачів музиканти). Диск виходить 21 квітня і показує гурт з нового боку. Його загальний час звучання близько півгодини, ска вже помітно менше, а самі пісні стали більш повільними і запам'ятовуються. Після виходу альбому турне на його підтримку, яке тривало більше року — з травня 97-го по серпень 98-го. Повернувшись з турне в повністю розібраному стані (жарт — рік в дорозі) хлопці беруть невелику відпустку до початку 99-го.
У цей час виходить їхня перша відеокасета під назвою «Millencolin & The Hi-8 Adventures» — 76 хвилин відео під редакцією Еріка. Тут є все — від живих виступів гурту до катання її учасників на дошках. Паралельно видається альбом «The Melancholy Collection» (1999), що включив в себе речі з перших двох EP, B-сайди інших синглів та пісні записані для різних збірок — матеріал з 93-го по 98-й рік, в цілому 22 трека.
На початку 99-го Mr.Brett підкочує до гурту з привабливою пропозицією про запис нового альбому. Причому не де-небудь, а в знаменитій Westbeach Studios в Голлівуді. І з ним самим в ролі продюсера. Пропозиція з тих, від яких не відмовляються. Так з'явився четвертий альбом «Pennybridge Pioneers» (2000) (в перекладі на англійську Ore = Penny, а Bro = Bridge). Записаний він був влітку 99-го протягом 6-ти тижнів, а випущений у лютому 2000-го. Бретт ґрунтовно приклав руку до запису диска, альбом сильно відрізняється від звучання ранніх робіт гурту і не в кращу сторону — музика помітно втратила в оригінальності, така собі типова платівка команди з Epitaph-тусовки, тим не менш енергійно та професійно зіграна. Наступну концертний тур включив в себе виступи в Європі, Австралії та Нової Зеландії, а також на Warped Tour 2000. В перервах між концертами гурт кілька разів змотався в Лос-Анжелес, де було відзнято 2 відео на пісні «Penguins & Polarbears» і «Fox».
Наприкінці 2000-го хлопці приступають до запису нового матеріалу. Альбом вирішено записувати на батьківщині в Швеції. За рекомендацією друзів з гурту Samiam як продюсер запрошений Lou Giordano раніше працював з цією командою. До речі, ентузіазм нового продюсера був підкріплений значною порцією адреналіну — його літак з Нью-Йорка в Стокгольм вилетів 11 вересня 2001-го за кілька годин до пам'ятних всім подій у США. Новий альбом «Home From Home» (2002) був записаний в Стокгольмі в студії Little Big Room, вийшов у березні 2002-го і музично став логічним продовженням свого попередника.
Повернувшись з послідував за релізом концертного туру, гурт у жовтні 2002-го святкує своє 10-річчя. В Оребро в клубі Club 700 був організований святковий концерт, який одночасно став відкриттям щорічного скейт-фесту під назвою Millencolin Open. Як почесний гість був запрошений і хрещений батько групи Бретт Гуревич, що вийшов на сцену третім гітаристом під час виконання пісень «Fox» та «American Jesus».

## Учасники
- Матіас Ферм — гітара, бек-вокал
- Фредрік Ларзон — ударні
- Ерік Олсон — гітара, бек-вокал
- Нікола Шарчевич — бас-гітара, вокал

## Дискографія

### Студійні альбоми
- Tiny Tunes (1994) (перевиданий Same Old Tunes в 1998)
- Life on a Plate (1995)
- For Monkeys (1997)
- Pennybridge Pioneers (2000)
- Home from Home (2002)
- Kingwood (2005)
- Machine 15 (2008)

### Збірники
- The Melancholy Collection (1999)

### Саундтреки
- Millencolin and the Hi-8 Adventures (1999)

### EP
- Use Your Nose (1993)
- Skauch (1994)
- Millencolin / Midtown (2001)

### Сингли
- «Da Strike» (1994)
- « The Story of My Life» (1995)
- «Move Your Car» (1996)
- «Lozin 'Must» (1997)
- « Twenty Two» (1997)
- «Penguins & Polarbears» (2000)
- « Fox» (2000)
- «No Cigar» (2001)
- « Kemp» (2002)
- «Man or Mouse» (2002)
- «Battery Check» / «E20 Norr» (2003)
- « Ray» (2005)
- «Shut You Out» (2005)
- « Detox» (2008)
- « Broken World» (2008)
- « Örebro» (2009)

### Демо
- Goofy (1993)
- Melack (1993)

## Відеографія
1. Millencolin and the Hi-8 Adventures (1999)